# László Kuncz
László Kuncz, född 29 juli 1957 i Budapest, död 6 december 2020 i Budapest, var en ungersk vattenpolospelare. Han gjorde tre mål i den olympiska vattenpoloturneringen i Moskva där Ungern tog brons. På den tiden spelade Kuncz för Budapesti Honvéd SE.